# Margaritone d'Arezzo
Margarito o Margaritone d'Arezzo (fl c. 1250-1290) va ser un pintor italià d'Arezzo.

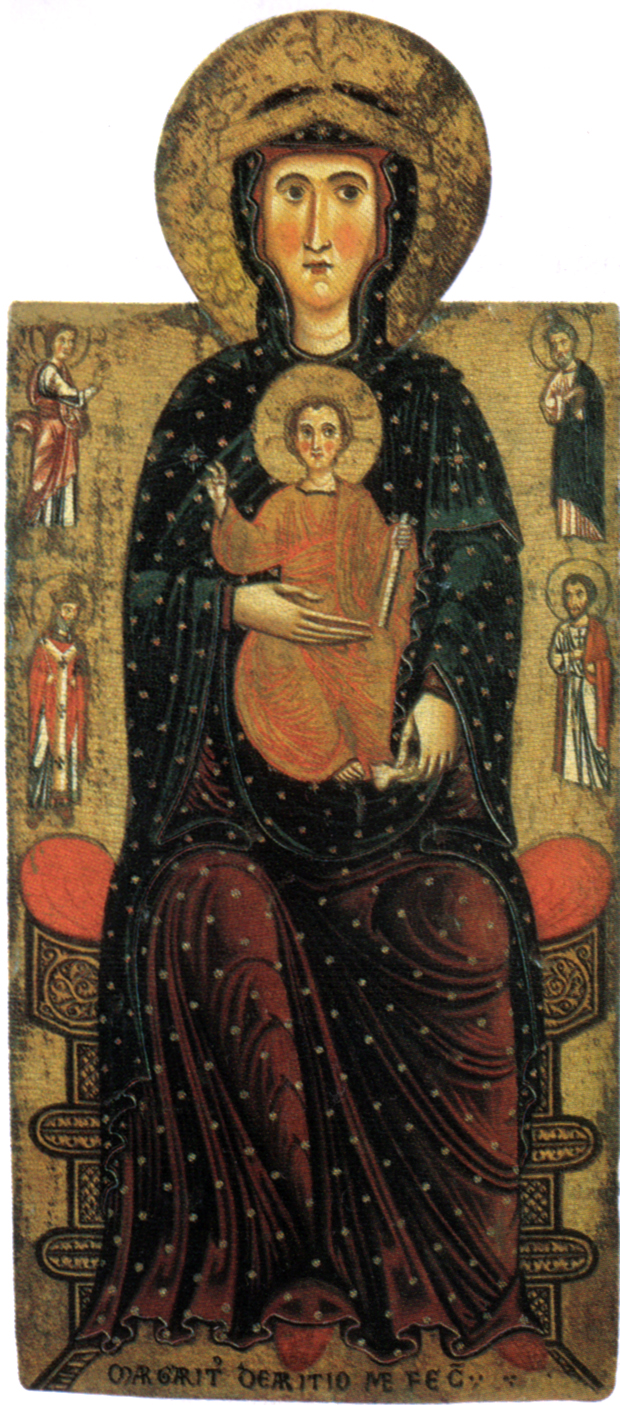
Margaritone d'Arezzo, Mare de Déu i Infant, c. 1250, Museu Estatal d'Art Medieval i Modern d'Arezzo

## Vida
Hom coneix poc de la vida de Margaritone. L'únic registre documental que ens ha arribat data de 1262, quan vivia a Arezzo. Tanmateix, un considerable nombre de les seues obres han sobreviscut; i sorprenentment per a l'època la majoria d'elles estan signades. Llur natura i distribució indiquen que els treballs Margaritone van ser molt cotitzats, tant a Arezzo com a tota la Toscana. Fora d'Itàlia, és conegut fonamentalment per haver estat inclòs a les Vides d'Artistes de Giorgio Vasari.

## Estil
L'estil de Margaritone és únic i fàcil d'identificar, en distanciar-se dels corrents artístics habituals del segle xiii italià. De vegades la seua obra ha estat menyspreada per reaccionària i provinciana, i de fet sovint va ser vista pels crítics del segle xix com un exemple primerenc del barbarisme percebut en la darrera pintura romana d'Orient. Atès que no han sobreviscut dates, no s'ha pogut fer una cronologia de la seua obra.
Hi ha pintures de Margaritone a diversos museus, com ara la National Gallery of Art, a Washington, DC, la National Gallery de Londres i a diversos indrets al voltant d'Arezzo.

## Nom
El nom de Margaritone era en realitat Margarito, però va ser transcrit erròniament per Vasari com "Margaritone". Amb aquesta darrera forma és com se'l coneix avui dia.